# 我妻崇
我妻 崇（わがつま たかし、1954年12月 - ）は、日本の弁護士。仙台弁護士会会長、日本弁護士連合会副会長。仙台弁護士会所属。

## 略歴
宮城県大崎市出身。宮城県古川高等学校を経て、1978年慶應義塾大学法学部法律学科卒業。
1979年旧司法試験合格。1982年司法修習修了、同年仙台弁護士会に弁護士登録。1986年仙台市青葉区に我妻崇法律事務所を開業。2009年仙台弁護士会会長、日本弁護士連合会常務理事に就任。2010年日本弁護士連合会副会長に就任。
宮城県建設工事紛争審査会委員、宮城県公害審査会長、川崎町個人情報保護審査会長、仙台市都市計画審議会委員、宮城労働局紛争調整委員会委員、日本司法支援センター宮城地方事務所長、日本知的財産仲裁センター東北支所長、仙台市選挙管理委員会委員長等を歴任した。